# Рудно (Отвоцький повіт)
Рудно (пол. Rudno) — село в Польщі, у гміні Колбель Отвоцького повіту Мазовецького воєводства.
Населення — 423 особи (2011).
У 1975-1998 роках село належало до Седлецького воєводства.

## Демографія
Демографічна структура станом на 31 березня 2011 року:
|          | Загалом | Допрацездатний вік | Працездатний вік | Постпрацездатний вік |
| -------- | ------- | ------------------ | ---------------- | -------------------- |
| Чоловіки | 224     | 44                 | 153              | 27                   |
| Жінки    | 199     | 31                 | 114              | 54                   |
| Разом    | 423     | 75                 | 267              | 81                   |